# Klaster diferencijacije
Klaster diferencijacije (klaster dezignacije) (što se često skraćuje sa CD) je protokol korišćen za identifikaciju i ispitivanje molekula na ćelijskoj površini prisutnih na belim krvnim zrncima.  molekuli mogu da dejstvuju na više načina, često funkcionišući kao receptori ili ligandi. Signalna kaskada se obično inicira, menjajući ponašanje ćelije. Neki CD proteini ne učestvuju u ćelijskoj signalizaciji, nego imaju druge funkcije, kao što je ćelijska adhezija. Ljudski CD proteini su numerisani od 1 do 350.

## Nomenklatura
nomenklatura je predložena i osnovana na Prvoj internacionalnoj konferenciji o ljudskim antigenima leukocitne diferencijacije (HLDA), koja je održana u Parizu 1982. godine. Ovaj sistem je bio namenjen za klasifikaciju brojnih monoklonalnih antitela (mAbs) generisanih u različitim laboratorijama širom sveta protiv epitopa na površinskim molekulima leukocita. Od tad, njegova upotreba je proširena na mnoge druge ćelijske tipove, i više od 320 CD jedinstvenih klastera i podklastera je bilo identifikovano. Predloženom površinskom molekulu se dodeljuje CD broj nakon što je za dva specifična monoklonalna antitela (mAb) pokazano da se vezuju za taj molekul. Ako molekul nije bio dovoljno karakterisan, ili ako ima samo jedno mAb, njemu se obično dodeljuje provizorni indikator "w" (kao u "CDw186").

## Ćelijski markeri
Uobičajeno je za CD sistem da se koristi kao anotacija ćelijskih markera. To omogućava karakterizaciju ćelija na osnovu molekula koji su prisutni na njihovoj površini. Ovi markeri se često koriste za povezivanje ćelija sa određenim imunskim funkcijama. Dok je upotreba jednog CD molekula za definisanje populacija neuobičajena (mada primeri postoje), kombinovanje markera je omogućilo definisane veoma specifičnih ćelijskih tipova u okviru imunskog sistema.
CD molekuli se koriste u ćelijskom sortiranju koristeći različite metode uključujući protočnu citometriju. Ćelijske populacije su obično definisane koristeći '+' ili '–' simbol da se indicira da li određena ćelijska frakcija izražava, ili da li joj nedostaje CD molekul. Na primer, "CD34+, CD31&ndash;" ćelija je ona koja izražava CD34, ali ne CD31. Ova CD kombinacija tipično korespondira sa stem ćelijama, što je u kontrastu sa potpuno-diferenciranim endotelijalnim ćelijama.
| Tip ćelije            | markeri |
| stem ćelije           |         |
| sve leukocitne grupe  |         |
| Granulocit            |         |
| Monocit               |         |
| T limfocit            | , +     |
| T pomoćna ćelija      |         |
| Citotoksična T ćelija |         |
| B limfocit            | ili     |
| Trombocit             |         |
| Ćelije ubice          |         |

Dva najčešće korišćena CD molekula su CD4 i CD8, koji se generalno koriste kao markeri za pomoćne i citotoksične T ćelije, respektivno. Ovi molekuli su definisani u kombinaciji sa CD3+, pošto neki drugi leukociti takođe izražavaju ove CD molekule (neke makrofage izražavaju niske CD4 nivoe; dendritske ćelije izražavaju visoke CD8 nivoe). Virus ljuske imunodeficijencije (HIV) vezuje CD4 i hemokin receptor na površini T pomoćnih ćelija da bi ušao u ćeliju. Broj CD4 i CD8 T ćelija u krvi se često koristi za praćenje progresije HIV infekcije.

## Druge funkcije
Važno je da se primeti da, dok su CD molekuli veoma korisni u definisanju leukocita, oni nisu samo markeri na ćelijskoj površini. Mada je samo deo poznatih CD molekula bio temeljno okarakterisan, većina njih ima važnu funkciju. U primeru sa CD4 & CD8, ovi molekuli su kritični u prepoznavanju antigena.

## Spoljašnje veze
- lista
- Pregled CD antitela
- Katalog grupe CD-faktora
- Posteri  molekula i drugih citokina
- markeri